# 普沙拉梅
普沙拉梅（法語：Poucharramet，法語發音：[puʃaʁamɛ]）是法国上加龙省的一个市镇，属于米雷区。

## 地理
普沙拉梅（43°25'2"N, 1°10'26"E）面积22.53 平方千米，位于法国奧克西塔尼大區上加龙省，该省份为法国西南部内陆省份，西南端与西班牙接壤，自此顺时针与上比利牛斯省、热尔省、塔恩-加龙省、塔恩省、奥德省和阿列日省接壤。
与普沙拉梅接壤的市镇（或旧市镇、城区）包括：康贝尔纳、贝拉、莱尔姆、里约姆、圣富瓦-德佩罗利耶尔。

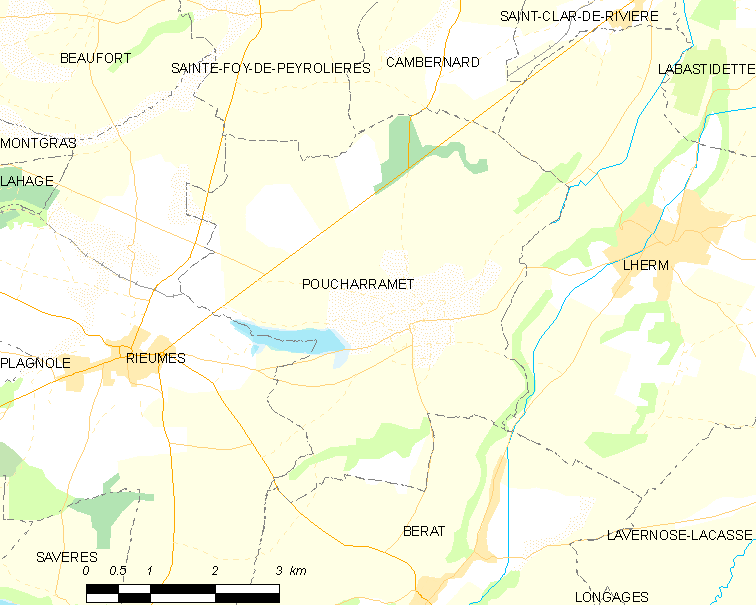
普沙拉梅的OSM定位图

普沙拉梅的时区为UTC+01:00、UTC+02:00（夏令时）。

## 行政
普沙拉梅的邮政编码为31370，INSEE市镇编码为31435。

## 政治
普沙拉梅所属的省级选区为卡泽尔县。

## 人口

1962-2008年间普沙拉梅人口变化图示

普沙拉梅于2022年1月1日时的人口数量为968人。